# Nighthawks
Nighthawks (dansk: Natteravne) blev malet i 1942 af den amerikanske maler Edward Hopper.
Nighthawks er Hoppers mest berømte værk og er blandt de mest kendte amerikanske malerier. Det forestiller tre ensomme mennesker på en typisk amerikansk diner i en sen nattetime.
Nogle måneder efter maleriet blev færdiggjort, blev det solgt for 3.000 $ til Art Institute of Chicago, hvor det stadig befinder sig.